# Михайлівка (Берездівська сільська громада)
Миха́йлівка — село в Україні, у Берездівській сільській громаді Шепетівського району Хмельницької області. Населення становить 14 осіб.

## Географія
Село розташоване на правому березі річки Безіменної.

## Історія
7 (20) листопада 1917 року, відповідно до Третього Універсалу Української Центральної Ради, увійшло до складу Української Народної Республіки.
12 червня 2020 року, відповідно до розпорядження Кабінету Міністрів України № 727-р «Про визначення адміністративних центрів та затвердження територій територіальних громад Хмельницької області», увійшло до складу Берездівської сільської громади.
19 липня 2020 року, в результаті адміністративно-територіальної реформи та ліквідації Славутського району, село увійшло до складу Шепетівського району.

## Символіка
Затверджений 23 грудня 2016 р. рішенням № 15 XVII сесії сільської ради VII скликання. Полум'яний меч — символ Архистратига Михайла, таким чином є стилізацією назви села.

### Герб
Щит перетятий двічі на лазурове, срібне і лазурове поля. В середньому полі червоний полум'яний меч в балку, вістрям вправо. Щит вписаний в золотий декоративний картуш і увінчаний золотою сільською короною. Внизу картуша напис «МИХАЙЛІВКА».

### Прапор
Квадратне полотнище поділене горизонтально на три рівновеликі горизонтальні смуги — синю, білу і синю. На центральній смузі червоний горизонтальний полум'яний меч, вістрям до древка.

## Населення
Згідно з переписом УРСР 1989 року чисельність наявного населення села становила 27 осіб, з яких 13 чоловіків та 14 жінок.
За переписом населення України 2001 року в селі мешкало 16 осіб. 100 % населення вказало своєю рідною мовою українську мову.